# Black Black Heart
«Black Black Heart» — песня, написанная Дэвидом Ашером и Джеффом Пирсом и выпущенная как второй сингл с альбома Ашера Morning Orbit 2001 года. Песня стала второстепенным хитом в Германии, Нидерландах и Швейцарии и поднялась на третье место в Греции, проведя более 25 недель в чарте синглов страны. Музыкальное видео получило две награды MuchMusic Video Awards.

## Обзор
Существует три версии песни. В записи альбомной версии и радио-ремикса участвовала Джули Галиос из группы My Brilliant Beast. Хард-рок-версия, которая была обнаружена как скрытый трек на альбоме и которая также была упомянута как «Black Black Heart 2.0», включает вокал Ким Бингхэм . В качестве хука добавлен семпл с хором под названием Цветочный дуэт (Sous le dôme épais) — это известный дуэт для сопрано из оперы Лео Делиба «Лакме».

## Видеоклип
В видеоклипе на песню Black Black Heart Ашер поет песню в квартире большого дома ночью, причем сцены его пения перемежаются различными сценами, в которых другие обитатели дома занимаются обычными делами. В 2002 году клип получил две награды MuchMusic Video Awards за лучший пост-продакшн (для Курта Ричи и Джеффа Кэмпбелла) и лучшее поп-видео (для Ашера).

## Список треков
| №  | Название                      | Длительность |
| -- | ----------------------------- | ------------ |
| 1. | «Black Black Heart (CHR Mix)» | 3:29         |
| 2. | «Black Black Heart (2.0)»     | 3:26         |
| 3. | «Too Close to the Sun»        | 3:54         |

## Чарты

### Еженедельные чарты
| Чарт (2002)                     | Высшая позиция |
| ------------------------------- | -------------- |
| Германия (GfK)                  | 82             |
| Greece (IFPI)                   | 3              |
| Нидерланды (Single Top 100)     | 87             |
| Швейцария (Schweizer Hitparade) | 45             |

### Годовые чарты
| Чарт (2001)                   | Высшая позиция </br> |
| ----------------------------- | -------------------- |
| Канадское радио (Nielsen BDS) | 93                   |

| Чарт (2002)                   | Позиция в чарте |
| ----------------------------- | --------------- |
| Канадское радио (Nielsen BDS) | 33              |

## Кавер-версии
Рене Лю и Стэнли Хуан записали китайскую версию песни под названием " Путешествовать отдельно " (分开旅行/Fēnkāi lǚxíng) с изменённым текстом, и она имела огромный успех. Песня была приписана Ашеру и Пирсу. Ашер также создал версию на французском языке с популярной певицей из Квебека Мари-Май, поющей в качестве приглашенного гостя.